# یواس‌اس گلادیاتور (ام‌سی‌ام-۱۱)
یواس‌اس گلادیاتور (ام‌سی‌ام-۱۱) (به انگلیسی: USS Gladiator (MCM-11)) یک کشتی است که طول آن ۲۲۴ فوت (۶۸ متر) می‌باشد. این کشتی در سال ۱۹۹۱ ساخته شد.